# Janet Barlow
Janet F. Barlow ist eine britische Meteorologin. Sie ist Professorin für Umweltphysik an der Universität Reading.

## Leben
Barlow erwarb 1990 am damaligen University of Manchester Institute of Science and Technology einen Bachelorabschluss in angewandter Physik und Deutsch und 1994 an der Universität Reading einen Masterabschluss in angewandter und Agrarmeteorologie. Sie promovierte 1996 ebendort am Institut für Meteorologie. Sie nahm dort in der Folge zahlreiche wissenschaftliche Rollen ein.

## Wirken
Barlows Arbeit befasst sich mit dem Gebiet der Stadtklimatologie. Sie weist im Rahmen der Debatte um die Klimakrise auf die Entstehung innerstädtischer „Hitzeinseln“ durch die Überhitzung des Klimasystems der Erde hin. So sagte sie einmal: „In London kann es bisweilen bis zu 9 °C wärmer sein als auf dem Land. Im Vereinigten Königreich wurden viele unserer Gebäude für das viktorianische Klima gebaut, und sie halten nicht einmal den Hitzewellen von heute stand, geschweige denn dem Klimawandel von morgen.“
Barlow gewann 2019 den Luke Howard Award für ihre herausragenden Beiträge auf dem Gebiet der Stadtklimatologie. Zur Begründung hieß es: „Durch ihr tiefes theoretisches Verständnis hat Barlow in den letzten 20 Jahren wichtige Beiträge zur Stadtmeteorologie geleistet. Sie hat innovative Forschungen von außerordentlich hoher Qualität durchgeführt und zahlreiche bahnbrechende und einflussreiche Veröffentlichungen zu einem breiten Themenspektrum verfasst.“

## Veröffentlichungen (Auswahl)
- A. Dobre, S. J. Arnold, R. J. Smalley, J. W. D. Boddy, J. F. Barlow, A. S. Tomlin, S. E. Belcher: Flow field measurements in the proximity of an urban intersection in London, UK. In: Atmospheric Environment. Band 39, Nr. 26, 2005, S. 4647–4657, doi:10.1016/j.atmosenv.2005.04.015
- J. F. Barlow, T. M. Dunbar, E. G. Nemitz, C. R. Wood, M. W. Gallagher, F. Davies, ..., R. M. Harrison: Boundary layer dynamics over London, UK, as observed using Doppler lidar during REPARTEE-II. In: Atmospheric Chemistry and Physics. Band 11, Nr. 5, 2011, S. 2111–2125, doi:10.5194/acp-11-2111-2011
- J. F. Barlow: Progress in observing and modelling the urban boundary layer. In: Urban Climate. Band 10, 2014, S. 216–240. doi:10.1016/j.uclim.2014.03.011